# Falling (Harry Styles)
Falling è un singolo del cantante britannico Harry Styles, pubblicato il 7 marzo 2020 come quarto estratto dal secondo album in studio Fine Line.

## Promozione
Il cantante ha presentato per la prima volta Falling dal vivo nell'ambito degli annuali BRIT Award il 18 febbraio 2020.

## Video musicale
Il video musicale, diretto da Dave Meyers, è stato reso disponibile il 28 febbraio 2020.

## Tracce
Testi e musiche di Harry Styles e Tyler Johnson.
1. Falling – 4:00

## Formazione
Musicisti
- Harry Styles – voce, cori
- Kid Harpoon – pianoforte, moog
- Leo Abrahams – chitarra elettrica
- Thomas Hull – organo

Produzione
- Kid Harpoon – produzione
- Tyler Johnson – produzione aggiuntiva
- Sam Witte – ingegneria del suono
- Randy Merrill – mastering
- Spike Stent – missaggio
- Michael Freeman – assistenza al missaggio
- Dan Ewins – assistenza all'ingegneria del suono

## Classifiche

### Classifiche settimanali
| Classifica (2019-20) | Posizione massima |
| -------------------- | ----------------- |
| Australia            | 35                |
| Belgio (Fiandre)     | 77                |
| Canada               | 55                |
| Corea del Sud        | 157               |
| Croazia              | 21                |
| Grecia               | 51                |
| Irlanda              | 22                |
| Lettonia             | 48                |
| Lituania             | 33                |
| Nuova Zelanda        | 24                |
| Portogallo           | 43                |
| Regno Unito          | 15                |
| Repubblica Ceca      | 69                |
| Slovacchia           | 74                |
| Stati Uniti          | 62                |
| Svezia               | 81                |
| Svizzera             | 55                |

### Classifiche di fine anno
| Classifica (2020) | Posizione |
| ----------------- | --------- |
| Australia         | 78        |
| Irlanda           | 41        |
| Portogallo        | 159       |
| Regno Unito       | 34        |